# NXT North American Championship
NXT North American Championship je najnovije  prvenstvo profesionalnog hrvanja kreirana i promovirana od američke promocije profesionalnog hrvanja WWE za pojedinačni  brend  NXT. Predstavljen je 7. ožujka 2018. godine. Prvenstvo će se održati na NXT pay-per view eventu NXT TakeOver: New Orleansu 7. travnja 2018.

## Povijest
Prvenstvo je prvo predstavljeno 7. ožujka 2018., tjednim NXT programom gdje je NXT  generalni menadžer William Regal obavijestio da će se održati  meč sa željeznim ljestvama na  plati-pa-vidi eventu NXT TakeOver: New Orleansu. Kasnije te večeri je obavijestio da na prvenstvu sudjeluju EC3, Killian Dain, Adam Cole, Ricochet, Lars Sullivan, i Velveteen Dream.
Dizajn titule je predstavljen 3. travnja 2018. od Triple H-a. Tri zlatna dugma na smeđem pojasu, u sredini je prikazan samo kontinent   Sjeverne Amerike. Pored sredine su prikazane 6 žutocrvenih dugmića i žuto crveni patent a lijeve i desne strane. Iznad kontinenta S. Amerike nalazi se logo NXT-a, a odmah ispod tog natpisa piše "North American" ( hrv.:Sjevernoamerički). Dvije dugmadi sa strane je namijenjen logu trenutnog osvajača titule, kad nitko nije prvak dugmadi sa strane budu u crnom kvadratu, žutim krugom i još manjim žutim kvadratom kojem je žuta površina ima izgled oklopa  kornjače.

## Osvajači
| Osvojio  | Broj koliko je puta držao tu titulu         |
| Lokacija | Grad u kojem je tu titulu osvojio           |
| Događaj  | Naziv događajd u kojem je osvojio tu titulu |
| +        | Broj dana koliko drži tu titulu             |

| Redni broj | Hrvač           | Osvojio | Datum              | Dani držanja | Lokacija                | Događaj                   | Bilješke                                                                                     | Izvori |
| ---------- | --------------- | ------- | ------------------ | ------------ | ----------------------- | ------------------------- | -------------------------------------------------------------------------------------------- | ------ |
| 1.         | Adam Cole       | 28+     | 7. travnja 2018.   | 133          | New Orleans, Louisiana  | NXT TakeOver: New Orleans | Six-way ladder meč pobijedivši EC3, Killian Dain, Ricochet, Lars Sullivan, i Velveteen Dream |        |
| 2.         | Ricochet        |         | 18. kolovoza 2018. | 161          | New York City, New York | NXT TakeOver:Brooklyn 4   | Pobijedio Adama Cole-a za titulu.                                                            |        |
| 3.         | Johnny Gargano  |         | 26. siječnja 2019. | 4            | Phoenix, Arizona        | NXT TakeOver:Pheonix      | Pobijedio Ricocheta za titulu.                                                               |        |
| 4.         | Velveteen Dream |         | 30. siječnja 2019. | 141 +        | Winter Park,FL          | NXT                       | Pobijedio Johnny Gargana za titulu                                                           |        |